# East Layton (Utah)
East Layton ist eine frühere City im Davis County, Utah in den Vereinigten Staaten. Die mit Layton zusammengebaute Ortschaft wurde 1936 als Town inkorporiert, um die örtliche Wasserversorgung ordentlich finanzieren zu können. East Layton blieb eine kleine, aber trotzdem stetig wachsende Stadt ohne wesentliche Industrie und wurde 1972 in einer City umgewandelt. Das schnelle Wachstum während der 1970er Jahre führte 1981 zum Zusammenschluss mit Layton zur heute größten Stadt im Davis County und einer der größten in Utah insgesamt.

## Geographie
East Layton erstreckte sich von der Fairfield Road im Westen und den Ausläufern der Wasatch Mountains im Osten. Die Stadtgrenzen waren unregelmäßig gezogen und richten nordwärts bis zum Antelope Drive und südwärts bis zur Gentile Street. Das frühere Stadtgebiet umfasste knapp fünf Quadratkilometer. Die Büros der Stadtverwaltung befanden sich am Emerald Drive 1010 (41° 4′ N, 111° 56′ W) an der südwestlichen Ecke des Andy Adams Parks.

## Geschichte
Das Gebiet von East Layton wurde zur gleichen Zeit wie Layton besiedelt, dessen Namensgeber Christopher Layton war und entstand in den 1850er Jahren als Auswuchs von Kaysville. Als Layton 1920 inkorporiert wurde, blieb East Layton eine gesonderte, nicht statuierte Siedlung mit wenigen Einwohnern.
Die örtliche Wasserversorgung war jedoch nicht verlässlich – ein allgemeines Problem im ariden Klima Utahs. Brunnen und Fließgewässer trockneten im Sommer häufig aus und Trinkwasser musste umständlich herangeholt werden. Der zeit seines Lebens in East Layton ansässige David Green schlug deswegen ein kommunales Wasserversorgungssystem vor, das aus dem Crooked Canyon in den weiter östlich gelegenen Wasatch Mountains gespeist wurde. In den 1930er Jahren hatte Green eine Reihe seiner Nachbarn überzeugt, die Banken in Utah verliehen aber in wegen der Weltwirtschaftskrise nur sehr wenig Geld. Für öffentliche Bauvorhaben wurden durch die Works Progress Administration (WPA) Mittel bereitgestellt, allerdings nur für inkorporierte Munizipalitäten. Im Januar 1936 unterzeichneten 53 Bewohner East Laytons eine Petition zur Bildung einer Town, um so den Aufbau eines Wasserversorgungssystems zu ermöglichen. Die Stadt wurde am 2. April 1936 eingetragen und David Green zum Bürgermeister bestimmt.
Die Wähler East Laytons genehmigten 1937 einstimmig die Aufnahme eines Kredits und die WPA genehmigte das Ersuchen der Stadt. Die Finanzierung verzögerte sich, und Einwohner der Stadt nahmen Kontakt mit Henry H. Blood auf und baten um Unterstützung. Blood war der damalige Gouverneur des Bundesstaates und konnte seinen Einfluss nutzen, um die Abwicklung zu beschleunigen und das Vorhaben East Laytons voranzubringen. David Green überwachte die Bauarbeiten, die von durch die WPA bezahlte Arbeitertrupps ausgeführt wurden. Diese legten eine Rohrleitung vom Ausgang des Crooked Canyon zu einem Stausee am Valley View Drive am östlichen Rand der Stadt. An einer Stelle im Verlauf der Leitung musste eine Schlucht durch eine hölzerne Trestle-Brücke überwunden werden. Das schwierige Gelände erschwerte die Baumaßnahmen und der Bau schritt nur langsam voran. Die Kosten erhöhten sich und die ursprünglich bereitgestellten Mittel erschöpften sich. Der Bundesstaat Utah stellte zusätzliche Mittel als Matching-Fund bereit, die der Höhe von Zuzahlungen der Bewohner East Laytons entsprachen. Etwa 60 Prozent der Baukosten bis zur Fertigstellung hatte die WPA beigetragen.
East Layton war einst eine nur spärlich bewohnte ländliche Siedlung, deren Einwohnerzahl nach der Inkorporierung zunächst von 160 im Jahr 1936 auf 124 im Jahr 1940 zurückging. Auch im folgenden Jahrzehnt, als sich Laytons Einwohnerzahl verfünffachte, hielt East Layton nicht Schritt; in diesem Zeitraum konnte sich die Einwohnerzahl East Laytons nicht einmal verdoppeln. Ein erweitertes Trinkwasserreservoir wurde 1963 fertiggestellt und 1969 das Abwassersystem und ein Jahr später wurde die Wasserversorgung erweitert. Bei einer besonderen Einwohnerzählung 1971 zählte der Ort 859 Einwohner, wodurch East Layton die Voraussetzungen erfüllte, um im Januar 1972 in eine City dritten Grades umgewandelt zu werden.
Trotz des stetigen Einwohnerwachstums hatte East Layton nie ein nennenswertes Einkommen aus Gewerbesteuern, da es im Stadtgebiet kaum Unternehmen gab. Die Einwohner kauften in Layton oder anderen Städten in der Nähe ein. Die Erschließung von Bauland führte in den 1970er Jahren zu einem starken Wachstum, als die Stadt zu einer Wohnsiedlung für die nahegelegenen Hill Air Force Base wurde. Mit den Aufgaben einer City belastet, deren Größe sich innerhalb kurzer Zeit vervierfachte, stimmten die Wähler dem Vorschlag der Stadtverwaltung zu einer Eingemeindung in das größere Layton zu. Die beiden Städte schlossen sich am 13. Januar 1981 zusammen. Seitdem hat sich East Layton weiterentwickelt, es ist allerdings immer noch ein weitgehend zu Wohnzwecken genutztes Gebiet, das relativ dünn besiedelt ist.